# 茹基夫卡 (布倫區)
51°3′15″N 33°49′48″E / 51.05417°N 33.83000°E
茹基夫卡（烏克蘭語：Жуківка）是位於烏克蘭東北部的村莊，由蘇梅州科諾托普區的布林市鎮負責管轄。該村處於捷爾恩河右岸，距離庫布拉科韋1公里，海拔高度159米，2001年人口594。